# Grijsnekjery
De grijsnekjery (Neomixis tenella) is een zangvogel uit de familie Cisticolidae.

## Verspreiding en leefgebied
Deze soort is endemisch in Madagaskar en telt vier ondersoorten:
- N. t. tenella: noordelijk Madagaskar.
- N. t. decaryi: het westelijk-centraal en centraal Madagaskar.
- N. t. orientalis: het oostelijk-centraal en zuidoostelijk Madagaskar.
- N. t. debilis: zuidelijk Madagaskar.

## Status
De grootte van de populatie is niet gekwantificeerd maar de soort wordt omschreven als algemeen. Op de Rode lijst van de IUCN heeft deze soort de status niet bedreigd.